# アレクサンドル・ベゾブラーゾフ
アレクサンドル・ミハイロヴィチ・ベゾブラーゾフ（ロシア語: Алекса́ндр Миха́йлович Безобра́зов, ラテン文字転写: Aleksandr Mikhailovich Bezobrazov, 1855年9月13日 - 1931年10月9日）は、ロシア帝国の実業家、政治家。日露戦争直前のロシア外交に大きな影響を及ぼした。

## 生涯
ロシア国内のタンボフ近郊に住む下級貴族の家に生まれた。彼は近衛騎兵連隊大尉としてロシア陸軍に奉職していたが、1881年に皇帝アレクサンドル2世が暗殺されると、反革命派の秘密組織に身を置くようになった。
1896年、日本との開戦の必要性を唱える請願書を皇帝に提出した。その中でベゾブラーゾフは、イギリス東インド会社のような組織を設立して朝鮮半島と満州における権益を確保してそれらを平和的に征服すべしとした。この動きは司法には受けが良かったものの、財務大臣セルゲイ・ヴィッテはその政治的意図を訝しんでベゾブラーゾフの請願を妨害した。
1898年にアレクサンドル・ミハイロヴィチ大公によって、従兄弟であるアレクセイ・アバザ海軍少将とともに皇帝ニコライ2世の側近として登用された。この事はマリア・フョードロヴナ皇太后、フェリックス・ユスポフ公、ミハイル・ロジャンコ、エヴゲーニイ・アレクセーエフらの要人らを中核に「ベゾブラーゾフの徒党」といわれるグループを形成した。遡って1896年、満州との国境を流れる鴨緑江沿岸の木材利権獲得を目論むロシア人商人ユーリ・ブリンナーが韓国皇帝・高宗を説得し、翌年までにはロシア政府にそこで得た利権を売却することを申し出ていたが、ベゾブラーゾフはブリンナーの申し出る計画を後押ししてニコライ2世を説得し、同年5月にはウィッテの反対を押し切ってそれを承認させ、1901年7月に民間企業として極東経営を開始させた。その際諸外国との軋轢を防ぐためにも株式が発行されたが、主にドイツ・フランスを対象としたものであり、日本やイギリスは除かれた。またこの頃、清国でも義和団の乱によってロシアの発言力は増しており、鴨緑江の清国側についてもほぼ同様の利権を獲得することができた。
日英同盟が締結されると、ニコライ2世は日露開戦と駐満露軍撤退停止を危惧し、満州のアレクセーエフ提督の元へベゾブラーゾフを派遣している。1902年、ベゾブラーゾフは国家予算の裁量権が与えられ、鴨緑江林業の独占営業権を擁する民間会社を設立した。名目上は民間企業経営であったが、ベゾブラーゾフは国務顧問として信任された。そして一般人に扮したロシア軍部隊は、鴨緑江の韓国側沿岸にいくつかの拠点を構えるようになった。ベゾブラーゾフもまた、現地の清国人入植者を追い出すために、現地の盗賊団らを蜂起させた。
1903年5月、ニコライ2世はアレクセーエフを極東総督に任命し、極東の経済政策においてもヴィッテでなくベゾブラーゾフと協議するように命じたため、ベゾブラーゾフの影響力はなおも増大した。またベゾブラーゾフ自身も極東林業のために満州へと赴いた。なおこの事業は同年8月にウィッテの満州鉱業と合併している。しかし日露間の緊張が本格化すると、経済規模を拡大しすぎていたベゾブラーゾフの会社は1904年2月に崩壊するに至った。多額の借金を抱えたベゾブラーゾフは一時的にスイスに逃れたが、その年の後半にはロシアに帰国している。その後は、十月革命後に再びロシアを逃れ、1931年に亡命先のパリで没した。